# レジリエンス (心理学)

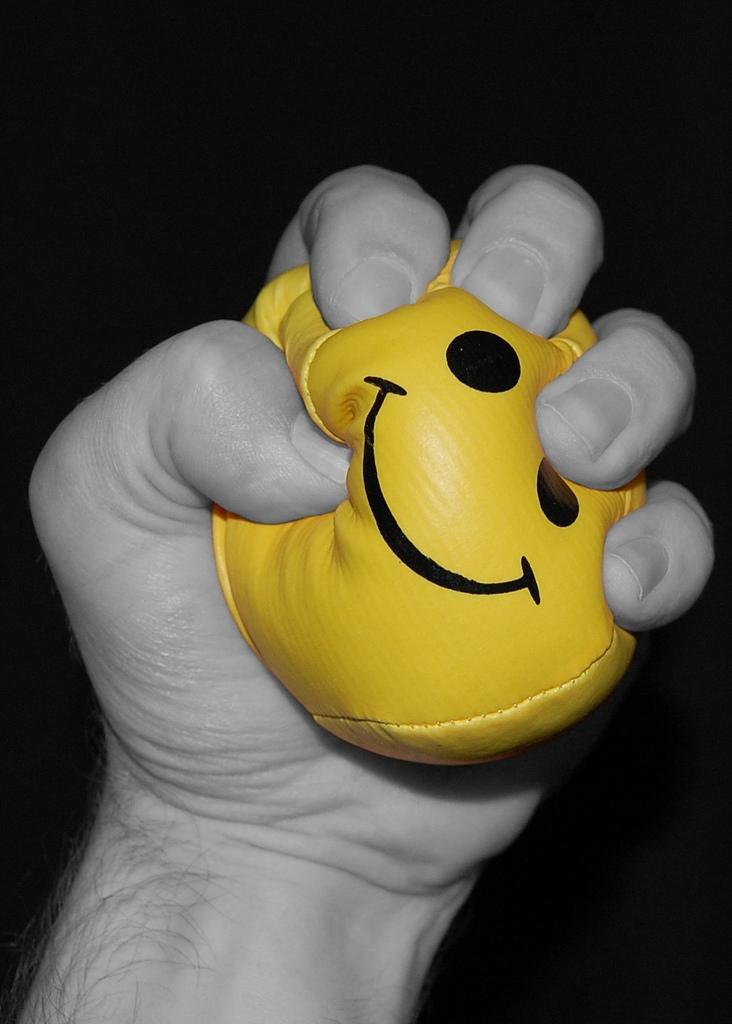
ストレスボールは手を離せば形を取り戻す

心理学におけるレジリエンス（resilience）とは、社会的ディスアドバンテージや、己に不利な状況において、そういった状況に自身のライフタスクを対応させる個人の能力と定義される。自己に不利な状況、あるいはストレスとは、家族、人間関係、健康問題、職場や金銭的な心配事、その他より起こり得る。
「脆弱性（vulnerability）」の反対の概念であり、自発的治癒力の意味である。「精神的回復力」「抵抗力」「復元力」「耐久力」「再起力」などとも訳されるが、訳語を用いずそのままレジリエンス、またはレジリアンスと表記して用いることが多い。

## 概要
レジリエンス（resilience）は、元々はストレス（stress）とともに物理学の用語であった。ストレスは「外力による歪み」を意味し、レジリエンスはそれに対して「外力による歪みを跳ね返す力」として使われ始め、精神医学では、ボナノ（Bonanno,G.）が2004年に述べた「極度の不利な状況に直面しても、正常な平衡状態を維持することができる能力」という定義が用いられることが多い。1970年代には貧困や親の精神疾患といった不利な生活環境（adversity）に置かれた児童に焦点を当てていたが、1980年代から2000年にかけて、成人も含めた精神疾患に対する防衛因子、抵抗力を意味する概念として徐々に注目されはじめた。
具体的に解りやすい例がPTSDである。1995年のアメリカの論文には、アメリカ人の50% - 60%がなんらかの外傷的体験に曝されるが、その全ての人がPTSDになるわけではなく、PTSDになるのはその8% - 20%であるという。2006年の論文では、深刻な外傷性のストレスに曝された場合、PTSDを発症するのは14%程度と報告されている。では、なる人とならない人の差は何か、というのがこのレジリエンスである。
チャーニー（Charney）は2004年に「アロステイシス（allostasis）」という概念を提唱し、それを構成する要素としてコルチゾールに始まり、セロトニンを含む11の生理学的ファクターをあげている。しかし、レジリエンスは生理学的ファクターだけではない。2007年にアーミッド（Ahmed）が、目に見えやすい性格的な特徴を「脆弱因子」と「レジリエンス因子」にまとめたが、そこで特徴的だったことは「レジリエンス因子」は「脆弱因子」のネガではないということである。「脆弱因子」を持っていたとしても、「レジリエンス因子」が十分であればそれが働き、深刻なことにはならない。その「レジリエンス因子」には「自尊感情」「安定した愛着」から「ユーモアのセンス」「楽観主義」「支持的な人がそばにいてくれること」まで含む。
国内では小塩真司らによる研究もあり、レジリエンスは「新奇性追求」「感情調整」「肯定的な未来志向」の3因子で構成され、また苦痛に満ちたライフイベントを経験したにもかかわらず自尊心が高い者は、自尊心が低い者よりもレジリエンスが高いとする。
以上レジリエンスを構成する要素は多く、かつ極めて複雑な相互関係を持つ。また、生得的なものからその人自身によって獲得されるもの、感じ方や考え方まで含む。

## 構築する方法
アメリカ心理学会は、以下の「レジリエンスを築く10の方法」を提唱している。
1. 親戚や友人らと良好な関係を維持する。
2. 危機やストレスに満ちた出来事でも、それを耐え難い問題として見ないようにする。
3. 変えられない状況を受容する。
4. 現実的な目標を立て、それに向かって進む。
5. 不利な状況であっても、決断し行動する。
6. 損失を出した闘いの後には、自己発見の機会を探す。
7. 自信を深める。
8. 長期的な視点を保ち、より広範な状況でストレスの多い出来事を検討する。
9. 希望的な見通しを維持し、良いことを期待し、希望を視覚化する。
10. 心と体をケアし、定期的に運動し、己のニーズと気持ちに注意を払う。

セルフヘルプによってレジリエンスを築く様々な方法が提唱されており、主に認知行動療法（CBT）と理性感情行動療法（REBT）の理論を元にして執筆されている。例えば、Penn Resiliency Program（PRP）と呼ばれるグループ認知行動介入は、様々なレジリエンスの側面を向上することが示されている。17件のPRP研究メタアナリシスでは、介入によって抑うつ症状が有意に軽減されると示された。